# Filip Detelić
Filip Detelić (Zagreb, 1988.) – hrvatski kazališni, televizijski i filmski glumac, kazališni redatelj i televizijski voditelj 

## Životopis
Rođen je u Zagrebu 1988. godine. Do 14. godine živio je u Buševcu, a zatim u Velikoj Gorici, gdje je završio Ekonomsku školu u Velikoj Gorici. Diplomirao je na Akademiji dramske umjetnosti u Zagrebu 2013. godine. Član je ansambla zagrebačkog gradskog kazališta Kerempuh.
Među ostalim ulogama, istakao se u ulozi navijača Bube iz filma “ZG 80” te u kazališnoj predstavi “Blue Moon”  o rockabilly sceni u Zagrebu te u predstavama: "Škrtac", "Bilježnica Robija K.", "Gruntovčani", "Ožalošćena porodica", "Subota, nedjelja i ponedjeljak" i dr.
Dobio je nagradu za ulogu Joce Škokića u “Predstavi Hamleta u selu Mrduša Donja” Ive Brešana na 38. danima satire Fadila Hadžića (2014.) te nagradu hrvatskog glumišta za sporednu mušku ulogu za ulogu Matule u predstavi M.Kerstnera/B.Svrtana “Gruntovčani” (2020.)
Imao je redateljski debi s kazališnom predstavom “Kako druga polovica voli” Alana Ayckbourna od 14. travnja 2023. u Kerempuhu u Zagrebu.
U ožujku 2024. postao je novi voditelj showa "Tvoje lice zvuči poznato".

## Filmografija

### Filmske uloge
- "Zagrebačke priče" kao Zvone (segment "Špansko, kontinent") (2009.)
- "Zorgazam" kao Marko (2010.)
- "Tjelesne tekućine" kao Žare (2011.)
- "Zabranjeno smijanje" kao Bojan (2012.)
- "Točkica na nosu" (2012.)
- "Svećenikova djeca" kao pirotehničar Stjepan (2013.)
- "Šuti" kao Damir (2013.)
- "ZG 80" kao Buba (2016.)
- "Na vodi" kao Jura (2018.)

## Televizijske uloge
- "Mamutica" kao Luka Brkić (2010.)
- "Loza" kao Luka (2011.)
- "Nedjeljom ujutro, subotom navečer" kao Žac (2012.)
- "Stipe u gostima" kao prodavač automobila (2013.)
- "Crno-bijeli svijet" kao debeli novinar (2015.-2016.; 2020.)
- "Ko te šiša" kao Jura (2018.-2020.)
- "Minus i plus" kao Andrija (2021.)
- "Mrkomir Prvi" kao kuhar Sumamir (2021.-2024.)
- "Metropolitanci" kao Mislav Pavić (2022.)
- "Oblak u službi zakona" kao Bobo (2023.)
- "U dobru i zlu" kao Toma (2024. – danas)

## Vanjske poveznice
- Filip Detelić u internetskoj bazi filmova IMDb-u (engl.)